# まじぴこる
『まじぴこる』（英語表記：MAGIC PICO GIRL）は、稀捺かのとによる日本の漫画作品。

## 概要
『月刊ガンガンWING』（スクウェア・エニックス発行）にて2008年4月号から2009年2月号まで連載。全11話。

## ストーリー
私立メルヘン高校に通う東条ゆまは、魔法使い見習いの2年生。出題される課題をこなし魔法使い検定3級を目指す。ゆまが想いを寄せるクラスメイトの要の正体は、魔法使いと敵対する「地下帝国」の皇子であった。地下組織が魔法使いを狙う理由とは？魔法使い検定の結果は？そして、ゆまの恋の行方は？

## 主な登場キャラ
東条 ゆま（とうじょう ゆま）
本作の主人公。私立メルヘン高校の2年M組の生徒で魔法使い見習い。魔法使い検定3級の受験者で、受験者番号は2989。クラスメイトの要に想いを寄せる。魔法は主に壊したり叩いたりといった攻撃系のものを使用し、作中ではしばしばゴーレムを召喚する。気持ちが乱れると魔法を暴発させてしまう。
国井 要（くにい かなめ）
ゆまのクラスメート。秘密結社地下帝国の皇子。魔法アレルギーがあり、近くで魔法を使われるとじんましんが出る。第4話では「國井」となっている。
伝明寺 艶子（でんみょうじ つやこ）
ゆまのクラスメートで。ゆまと同じく魔法使い見習いで検定3級受験者。体力が無く、毎回課題の後半でバテてしまう。魔法は主に縄を出して相手の動きを拘束するが、攻撃系の魔法も使えるようである。
竹 千草（たけ ちぐさ）
ゆまの使い魔。普段は人間に化けているが、正体は猫のような姿をしている。
K先生
私立メルヘン高校で魔法使い検定の試験担当教員をしている。頭には常に熊の着ぐるみをつけている。自然に起こったアクシデントを上手に課題に利用するのがモットー。
ミラーさん
東条家にインテリアとして住み込みしているオカマ鏡。正体は要の母・佳織で、11年前、鏡に変身したままバナナの皮ですべって記憶を失っていた。
東条 さな（とうじょう さな）
ゆまの妹。小学3年生。占いが得意でよく当たる。

## 書誌情報

### 単行本
1. 2008年9月27日初版発行 ISBN 978-4-7575-2390-6
2. 2009年3月27日初版発行 ISBN 978-4-7575-2522-1